# Lilleø (Sydfynske Øhav)
 For alternative betydninger, se Lilleø. (Se også artikler, som begynder med Lilleø)
Lilleø er en 0,1 kvadratkilometer, 800 m lang, smal, to meter høj moræneø i Ommelbugten ved Ærøskøbing og beliggende i Ærø Kommune.
På den nordøstlige del af øen er der ca. 2 meter høje skrænter, i sydvest mere flad og mod vest ender øen i et langt smalt og ubevokset stenrev. Mod syd ses en lille krumodde. I 1988 er haven midt på øen genplantet.
Ærøboen Niels Jensens kone Anne Hansdatter fra Avernakø købte i 1863 Lilleø af Frederik 7. for 1400 rigsdaler. Her byggede parret et hus med beboelse og stald. Efter Niels Jensens død i 1870 giftede Anne Hansdatter sig med Rasmus Hansen. I 1895 solgte de øen til et andet ægtepar, der som de sidste faste beboere boede på øen indtil slutningen af 1895. Særlig stormfloden i 1872 gjorde det vanskeligt at bo og drive landbrug på Lilleø. Kun resterne af enkelte beplantninger, en brønd og gamle diger minder om at øen engang har været beboet. Den har før i tiden været benyttet til sommergræsning for ungkreaturer og får. I nutiden afgræsser en ungtyr, får og gæs øen.
Øen er privatejet.
Af hensyn til de ynglende fugle tilrådes det at undlade landgang.
Lilleø er Danmarks mindste ø, der uden beplantningen ville være en holm.